# 1168 dans les croisades
Cette page regroupe les évènements concernant les Croisades qui sont survenus en 1168 :
- 20 octobre : Amaury Ier de Jérusalem quitte Ascalon à la tête d'une armée en vue de faire la conquête de l'Égypte[1].
- 1er novembre : L'armée d'Amaury Ier de Jérusalem arrive devant Bilbéis où elle trouve les portes fermées[1].
- 4 novembre : L'armée d'Amaury Ier de Jérusalem prend Bilbéis et la met à sac[1].
- 13 novembre : Amaury Ier de Jérusalem tente de prendre Le Caire, mais les Égyptiens préfèrent brûler la ville[2].
- décembre : Amaury Ier de Jérusalem doit évacuer l'Égypte[1].
- Mort de Thoros II, prince de l'Arménie cilicienne. Son fils Roupen II lui succède[2].